# Émeute de Charleston
L’émeute de Charleston a lieu le samedi 10 mai 1919, à Charleston, en Caroline du Sud, aux États-Unis. Elle implique des membres de l'US Navy qui s'en prennent à des individus, des entreprises et des maisons d'Afro-Américains, tuant six personnes et en blessant des dizaines. Cet événement se situe au début de l'Été rouge des États-Unis.

## Le contexte
Quand les États-Unis s'engagent dans la Première Guerre mondiale en 1917, le port de Charleston devient le quartier général du sixième district naval américain. Charleston devient non seulement une base militaire navale, mais aussi une ville de chantier naval de camp d'entraînement. À la fin de la guerre, Charleston est engorgé par des milliers de militaires qui sont cantonnés à la périphérie nord de Charleston et qui lors de leurs permissions viennent se distraire, dans le centre-ville. Parmi ces militaires de l'US Navy figurent de nombreux soldats afro-américains qui, de retour au pays, demandent, en reconnaissance de leur participation au conflit, la fin des discriminations, notamment dans les États du Sud, où la ségrégation raciale est légalisée par les lois Jim Crow. Parmi leurs revendications, figure le droit de vote qui leur est théoriquement accordé par le quinzième amendement de la Constitution des États-Unis, de 1870, mais, dans la réalité, celui-ci leur est refusé par les lois et réglementations locales de différents États. Ces revendications conduisent à reconsidérer la place des Afro-Américains dans la société américaine et déclenchent l'hostilité de nombreux Blanc du Sud, soucieux de garder le statu quo de la ségrégation. À la veille de l'émeute, la population de la ville de Charleston compte 48% d'Afro-Américains, sur un total de 67 957 habitants. Les Afro-Américains sont relégués à des emplois sous-qualifiés, les lois Jim Crow limitent l'ensemble de la vie sociale, économique et politique des Afro-Américains. Ils sont également soumis à des restrictions aux droits à la propriété, à établir leur entreprise, à l'éducation, à se marier en dehors de leur race. Les interactions avec les blancs sont limitées au strict nécessaire professionnel et quiconque franchit les distanciations, entre les races est lynché, lynchages sur fond de renaissance du Ku Klux Klan,.

## L'émeute
L'émeute de Charleston de 1919 commence, vers 21 heures, le samedi 10 mai 1919 et se termine après minuit. Tout commence lorsque cinq marins blancs contournant l'interdiction de consommer de l'alcool commandent une bouteille de whisky auprès d'un Afro-Américain pour une somme de 8 $, et que ce dernier s'est fait payer sans remettre la boisson demandée. Frustrés et se sentant escroqués, les cinq marins partent à sa recherche, l'un d'entre eux crie « nous sommes à la recherche de ce damné nègre à qui nous avons donné 8 $ pour une bouteille » et, ne le retrouvant pas se bagarrent avec des Afro-Américains au hasard. Ils pénètrent dans une salle de billard, se coltinent avec des Afro-Américains, l'un d'entre eux a un revolver et tire ; les marins armés de briques se rendent en trombe dans le commissariat et y agressent les gens,. La rixe du départ dégénère en émeute selon un déroulement confus où se mêlent rumeurs et fausses informations, il a fallu du temps aux historiens pour établir les faits. « En moins d'une heure, les rixes de rue et les coups de feu sont signalés au chantier naval de Charleston et des camions pleins de marins se rendent dans le quartier noir ». Ils sont plus de 1 000 marins et quelques civils blancs se joignent à eux. Deux stands de tir de la rue Beaufain sont attaqués par les marins, rapporte la police, et les fusils de petit calibre sont récupérés dans les stands et utilisés par les émeutiers. Selon le Charleston News and Courrier, les marins émeutiers remontaient King Street en attaquant au hasard des passants afro-américains, deux d'entre eux, Isaac Doctor et William Brown, ont été abattus par les marins et WG Firdie, un Afro-Américain qui possédait un salon de coiffure a vu sa boutique se faire saccager par la foule grandissante.
L'amiral Frank E. Beatty (en), « qui dirigeait le quartier général sud de la marine, depuis le chantier naval de Charleston », ordonne l'envoi de Marines, en plus de la police navale (les bluejackets). Les Marines, même s'ils ne sont pas toujours bien disciplinés eux-mêmes, travaillent en étroite collaboration avec la police municipale, depuis un centre de commandement conjoint. À 2h30 du matin, l'ordre est rétabli et l'émeute terminée. Le bilan est de six Afro-Américains tués, dix-sept Afro-Américains blessés et sept marins blancs grièvement blessés.

## Conséquences
La section de l’association nationale pour la promotion des gens de couleur (NAACP) de Charleston appelle la marine américaine à punir les marins. Elle demande également à Tristram T. Hyde (en), le maire de Charleston, une compensation financière pour les Afro-Américains qui ont perdu des biens, la punition des marins mais aussi d'embaucher des policiers afro-américains et de créer une commission interraciale pour prévenir de nouvelles émeutes. Le maire accepte la création de la commission, ainsi que l'octroi de compensations, pour les pertes subies, mais il refuse l'embauche de policiers noirs, offrant ainsi à la NAACP de Charleston sa première victoire partielle.
Ce soulèvement est l'un des nombreux troubles civils qui débutent lors de l'été rouge américain, de 1919. L'été est marqué par des attaques terroristes contre les communautés noires et par l'oppression des Blancs dans plus de trois douzaines de villes et de comtés. Dans la plupart des cas, les foules blanches attaquent les quartiers afro-américains. Dans certains cas, des groupes de la communauté noire résistent aux attaques, notamment à Chicago et à Washington DC. La plupart des décès surviennent dans des zones rurales, lors d'événements comme l'émeute raciale d'Elaine en Arkansas, où l'on estime que 100 à 240 Noirs et 5 Blancs ont été tués. En 1919, les émeutes raciales de Chicago et de Washington D.C. ont également fait respectivement 38 et 39 morts, et toutes deux ont fait de nombreux autres blessés et causé des dommages matériels importants atteignant des millions de dollars.

## Source de la traduction
- (en) Cet article est partiellement ou en totalité issu de l’article de Wikipédia en anglais intitulé « Charleston riot of 1919 » (voir la liste des auteurs).